# Директни елиминации на Шампионската лига 2010/11
Фазата на директни елиминации на Шампионска лига 2010/11 започва на 15 февруари 2011 и завършва на 28 май 2011 с финала на Уембли в Лондон, Англия. Директните елиминации включват 16-те отбора, които завършват на първите две места в техните групи по време на груповата фаза.
Всеки кръг по време на директните елиминации освен финала се състои от два мача, като всеки отбор играе един мач у дома. Отборът с по-добра голова разлика след двата мача продължава в следващия кръг. Ако след двата мача головата разлика е равна, отборът с повече голове на чужд терен след двата мача продължава. Ако и головете на чужд терен са равни, тогава 30 минути продължения се играят, разделени на две полувремена по 15 минути. Ако по време на продълженията се вкарат голове и резултата е още равен, гостуващият отбор продължава поради повече голове на чужд терен. Ако не се отбележат голове по време на продълженията, след тях се играят дузпи. Финалът, последният кръг, е само един мач. Ако след редовните 90 минути резултата е равен се играят продължения, последвани от дузпи, ако резултата все още е равен.
В тегленето за осминафиналите, осемте победители в групите са поставени, а осемте втори отбори са непоставени. Поставеният отбор ще бъде изтеглен в мач срещу непоставен отбор, като поставеният отбор е домакин във втория мач. Отбори от една и съща група или една и съща асоциация не могат да играят един срещу друг. В тегленето за четвъртфиналите и по-нататаък няма поставени и непоставени отбори и отборите от една и съща група или една и съща асоциация могат да играят един срещу друг.

## Кръгове и тегления
Всички тегления се провеждат в Нион, Швейцария.
| Фаза                | Кръг          | Час и дата на теглене  | Първи кръг                    | Втори кръг                    |
| ------------------- | ------------- | ---------------------- | ----------------------------- | ----------------------------- |
| Директни елиминации | Осминафинали  | 17 декември 2010 14:00 | 15/16 и 22/23 февруари 2011   | 8/9 и 15/16 март 2011         |
| Директни елиминации | Четвъртфинали | 18 март 2011 14:00     | 5/6 април 2011                | 12/13 април 2011              |
| Директни елиминации | Полуфинали    | 18 март 2011 14:00     | 26/27 април 2011              | 3/4 май 2011                  |
| Директни елиминации | Финал         | 18 март 2011 14:00     | 28 май 2011 на Уембли, Лондон | 28 май 2011 на Уембли, Лондон |

## Класирали се отбори
| Легенда                                   |
| ----------------------------------------- |
| Поставени в тегленето за осминафиналите   |
| Непоставени в тегленето за осминафиналите |

| Група | Победител         | Втори      |
| ----- | ----------------- | ---------- |
| A     | Тотнъм Хотспър    | Интер      |
| B     | Шалке 04          | Лион       |
| C     | Манчестър Юнайтед | Валенсия   |
| D     | Барселона         | Копенхаген |
| E     | Байерн Мюнхен     | Рома       |
| F     | Челси             | Марсилия   |
| G     | Реал Мадрид       | Милан      |
| H     | Шахтьор Донецк    | Арсенал    |

## Осминафинали
Осемте победители от групите, заедно с отборите завършили на 2-ро място се тъглят в 8 двойки, които играят 2 мача помежду си. В тази фаза не могат да се срещнат отбори от същата група или от същата футболна асоциация. Победителите от групите играят реванша като домакини.
Жребият се тегли на 17 декември 2010 в Нион, Швейцария. Първите мачове се играят на 15, 16, 22 и 23 февруари 2011, а реваншите на 8, 9, 15 и 16 март 2011.
| Отбор 1    | Общ рез. | Отбор 2           | 1 мач | 2 мач |
| ---------- | -------- | ----------------- | ----- | ----- |
| Рома       | 2 – 6    | Шахтьор Донецк    | 2 – 3 | 0 – 3 |
| Милан      | 0 – 1    | Тотнъм Хотспър    | 0 – 1 | 0 – 0 |
| Валенсия   | 2 – 4    | Шалке 04          | 1 – 1 | 1 – 3 |
| Интер      | 3 – 3    | Байерн Мюнхен     | 0 – 1 | 3 – 2 |
| Лион       | 1 – 4    | Реал Мадрид       | 1 – 1 | 0 – 3 |
| Арсенал    | 3 – 4    | Барселона         | 2 – 1 | 1 – 3 |
| Марсилия   | 1 – 2    | Манчестър Юнайтед | 0 – 0 | 1 – 2 |
| Копенхаген | 0 – 2    | Челси             | 0 – 2 | 0 – 0 |

### Първи кръг
| 15 февруари 2011 21:45 |

| Милан | 0 – 1  | Тотнъм Хотспър |
| ----- | ------ | -------------- |
|       | Доклад | Крауч 80'      |

| Джузепе Меаца, Милано 75 652 зрители Съдия: Стефан Ланоа |

| 15 февруари 2011 21:45 |

| Валенсия    | 1 – 1  | Шалке 04 |
| ----------- | ------ | -------- |
| Солдадо 17' | Доклад | Раул 64' |

| Естадио Местая, Валенсия 42 703 зрители Съдия: Алексей Николаев |

| 16 февруари 2011 21:45 |

| Арсенал                   | 2 – 1  | Барселона |
| ------------------------- | ------ | --------- |
| ван Перси 78' Аршавин 83' | Доклад | Вия 26'   |

| Емирейтс Стейдиъм, Лондон 59 927 зрители Съдия: Никола Рицоли |

| 16 февруари 2011 21:45 |

| Рома                 | 2 – 3  | Шахтьор Донецк                              |
| -------------------- | ------ | ------------------------------------------- |
| Перота 28' Менез 61' | Доклад | Жадсон 29' Дъглаш Коща 36' Луиш Адриано 41' |

| Стадио Олимпико, Рим 35 873 зрители Съдия: Олегарио Бенкуеренча |

| 22 февруари 2011 21:45 |

| Лион      | 1 – 1  | Реал Мадрид |
| --------- | ------ | ----------- |
| Гомис 83' | Доклад | Бензема 65' |

| Стад де Жерланд, Лион 40299 зрители Съдия: Волфганг Щарк |

| 22 февруари 2011 21:45 |

| Копенхаген | 0 – 2  | Челси          |
| ---------- | ------ | -------------- |
|            | Доклад | Анелка 17' 54' |

| Паркен, Копенхаген 28 000 зрители Съдия: Бьорн Кюперс |

| 23 февруари 2011 21:45 |

| Марсилия | 0 – 0  | Манчестър Юнайтед |
| -------- | ------ | ----------------- |
|          | Доклад |                   |

| Стад Велодром, Марсилия 57 957 зрители Съдия: Феликс Брих |

| 23 февруари 2011 21:45 |

| Интер | 0 – 1  | Байерн Мюнхен |
| ----- | ------ | ------------- |
|       | Доклад | Гомес 90'     |

| Джузепе Меаца, Милано 75 925 зрители Съдия: Виктор Кашаи |

### Втори кръг
| 8 март 2011 21:45 |

| Шахтьор Донецк              | 3 – 0  | Рома |
| --------------------------- | ------ | ---- |
| Вилиан 18', 58' Едуардо 87' | Доклад |      |

| Донбас Арена, Донецк 46 543 зрители Съдия: Хауърд Уеб |

Шахтьор Донецк печели с общ резултат 6 – 2
| 8 март 2011 21:45 |

| Барселона                     | 3 – 1  | Арсенал            |
| ----------------------------- | ------ | ------------------ |
| Меси 45+3', 71' (д.) Шави 69' | Доклад | Бускетс 53' (авт.) |

| Камп Ноу, Барселона 95 486 зрители Съдия: Масимо Бусака |

Барселона печели с общ резултат 4 – 3
| 9 март 2011 21:45 |

| Тотнъм Хотспър | 0 – 0  | Милан |
| -------------- | ------ | ----- |
|                | Доклад |       |

| Уайт Харт Лейн, Лондон 34 320 зрители Съдия: Франк де Блеекере |

Тотнъм Хотспър печели с общ резултат 1 – 0
| 9 март 2011 21:45 |

| Шалке 04                         | 3 – 1  | Валенсия |
| -------------------------------- | ------ | -------- |
| Фарфан 40', 90+4' Гавранович 52' | Доклад | Коща 17' |

| Велтинс-Арена, Гелзенкирхен 53 517 зрители Съдия: Йонас Ериксон |

Шалке 04 печели с общ резултат 4 – 2
| 15 март 2011 21:45 |

| Байерн Мюнхен       | 2 – 3  | Интер                           |
| ------------------- | ------ | ------------------------------- |
| Гомес 21' Мюлер 31' | Доклад | Ето'о 4' Снейдер 63' Пандев 88' |

| Алианц Арена, Мюнхен 66 000 зрители Съдия: Педро Проенча |

Байерн Мюнхен 3 – 3 Интер. Интер печели поради повече отбелязани голове на чужд терен
| 15 март 2011 21:45 |

| Манчестър Юнайтед | 2 – 1  | Марсилия         |
| ----------------- | ------ | ---------------- |
| Ернандес 5', 75'  | Доклад | Браун 82' (авт.) |

| Олд Трафорд, Манчестър 73 996 зрители Съдия: Карлос Еласко Карбайо |

Манчестър Юнайтед печели с общ резултат 2 – 1
| 16 март 2011 21:45 |

| Реал Мадрид                          | 3 – 0  | Лион |
| ------------------------------------ | ------ | ---- |
| Марсело 37' Бензема 66' ди Мария 76' | Доклад |      |

| Сантяго Бернабеу, Мадрид 70 034 зрители Съдия: Дамир Скомина |

Реал Мадрид печели с общ резултат 4 – 1
| 16 март 2011 21:45 |

| Челси | 0 – 0  | Копенхаген |
| ----- | ------ | ---------- |
|       | Доклад |            |

| Стамфорд Бридж, Лондон 36 454 зрители Съдия: Свейн Одвар Моен |

Челси печели с общ резултат 2 – 0

## Четвърфинали
От фазата на четвъртфиналите отборите се теглят от една обща урна, като първият изтеглен отбор е домакин в първия мач. Жребият ще се състои на 18 март 2011 г. Мачовете ще се играят на 5/6 (първи срещи), както и на 12/13 април 2011 г.
| Отбор 1     | Общ рез. | Отбор 2           | 1 мач | 2 мач |
| ----------- | -------- | ----------------- | ----- | ----- |
| Реал Мадрид | 5 – 0    | Тотнъм Хотспър    | 4−0   | 1−0   |
| Челси       | 1 – 3    | Манчестър Юнайтед | 0−1   | 1−2   |
| Барселона   | 6 – 1    | Шахтьор Донецк    | 5−1   | 1−0   |
| Интер       | 3 – 7    | Шалке 04          | 2−5   | 1−2   |

### Първи кръг
| 5 април 2011 21:45 |

| Реал Мадрид                               | 4 – 0  | Тотнъм Хотспър |
| ----------------------------------------- | ------ | -------------- |
| Адебайор 4', 57' ди Мария 72' Роналдо 87' | Доклад |                |

| Сантяго Бернабеу, Мадрид 71 657 зрители Съдия: Феликс Брих |

| 5 април 2011 21:45 |

| Интер                   | 2 – 5  | Шалке 04                                           |
| ----------------------- | ------ | -------------------------------------------------- |
| Станкович 1' Милито 34' | Доклад | Матип 17' Еду 40', 75' Раул 53' Ранокиа 57' (авт.) |

| Джузепе Меаца, Милано 72 770 зрители Съдия: Мартин Аткинсън |

| 6 април 2011 21:45 |

| Челси | 0 – 1  | Манчестър Юнайтед |
| ----- | ------ | ----------------- |
|       | Доклад | Руни 24'          |

| Стамфорд Бридж, Лондон 39 915 зрители Съдия: Алберто Ундиано Майенко |

| 6 април 2011 21:45 |

| Барселона                                        | 5 – 1  | Шахтьор Донецк |
| ------------------------------------------------ | ------ | -------------- |
| Иниеста 2' Алвеш 34' Пике 53' Кейта 61' Шави 86' | Доклад | Ракитский 60'  |

| Камп Ноу, Барселона 71 657 зрители Съдия: Крег Томсън |

### Втори кръг
| 12 април 2011 21:45 |

| Манчестър Юнайтед     | 2 – 1  | Челси      |
| --------------------- | ------ | ---------- |
| Ернандес 42' Парк 78' | Доклад | Дрогба 77' |

| Олд Трафорд, Манчестър 74 672 зрители Съдия: Олегарио Бенкуеренча |

Манчестър Юнайтед печели с общ резултат 3 – 1.
| 12 април 2011 21:45 |

| Шахтьор Донецк | 0 – 1  | Барселона |
| -------------- | ------ | --------- |
|                | Доклад | Меси 43'  |

| Донбас Арена, Донецк 51 759 зрители Съдия: Флориан Майер |

Бареселона печели с общ резултат 6 – 1.
| 13 април 2011 21:45 |

| Тотнъм Хотспър | 0 – 1  | Реал Мадрид |
| -------------- | ------ | ----------- |
|                | Доклад | Роналдо 50' |

| Уайт Харт Лейн, Лондон 34 311 зрители Съдия: Никола Рицоли |

Реал Мадрид печели с общ резултат 5 – 0.
| 13 април 2011 21:45 |

| Шалке 04              | 2 – 1  | Интер    |
| --------------------- | ------ | -------- |
| Раул 45' Хьоведес 81' | Доклад | Мота 49' |

| Велтинс-Арена, Гелзенкирхен 54 142 зрители Съдия: Дамир Скомина |

Шалке 04 печели с общ резултат 7 – 3.

## Полуфинали
| Отбор 1     | Общ рез. | Отбор 2           | 1 мач | 2 мач |
| ----------- | -------- | ----------------- | ----- | ----- |
| Шалке 04    | 1 – 6    | Манчестър Юнайтед | 0 – 2 | 1 – 4 |
| Реал Мадрид | 1 – 3    | Барселона         | 0 – 2 | 1 – 1 |

### Първи кръг
| 26 април 2011 21:45 |

| Шалке 04 | 0 – 2  | Манчестър Юнайтед |
| -------- | ------ | ----------------- |
|          | Доклад | Гигс 67' Руни 69' |

| Велтинс-Арена, Гелзенкирхен 54 142 зрители Съдия: Карлос Веласко Карбайо |

| 27 април 2011 21:45 |

| Реал Мадрид | 0 – 2  | Барселона     |
| ----------- | ------ | ------------- |
|             | Доклад | Меси 76', 87' |

| Сантяго Бернабеу, Мадрид 71 567 зрители Съдия: Волфганг Щарк |

### Втори кръг
| 3 май 2011 21:45 |

| Барселона | 1 – 1  | Реал Мадрид |
| --------- | ------ | ----------- |
| Педро 54' | Доклад | Марсело 64' |

| Камп Ноу, Барселона 95 701 зрители Съдия: Франк де Блеекере |

Бареселона печели с общ резултат 3 – 1
| 4 май 2011 21:45 |

| Манчестър Юнайтед                         | 4 – 1  | Шалке 04   |
| ----------------------------------------- | ------ | ---------- |
| Валенсия 26' Гибсън 31' Андерсон 72', 76' | Доклад | Хурадо 35' |

| Олд Трафорд, Манчестър 74 687 зрители Съдия: Педро Проенча |

Манчестър Юнайтед печели с общ резултат 6 – 1